# Estádio Loftus Versfeld
O Estádio Loftus Versfeld (em inglês:  Loftus Versfeld Stadium) é um estádio na África do Sul com capacidade para 49.365 torcedores pertencente ao time de rugby Blue Bulls e ao time de futebol Mamelodi Sundowns Football Club que foi sede de alguns jogos da Copa do Mundo FIFA de 2010. Localiza-se na cidade de Pretória. Ele também sediou alguns jogos da Copa do Mundo de Rugby de 1995 e foi um dos quatro estádios que sediaram jogos da Copa das Confederações 2009.

## Partidas da Copa do Mundo de 2010
| Data   | Hora (UTC+2) | 1ª equipe      | Placar    | 2ª equipe | Fase    | Público |
| ------ | ------------ | -------------- | --------- | --------- | ------- | ------- |
| 13 jun | 13:30        | Sérvia         | 0–1       | Gana      | Grupo D | 38 833  |
| 16 jun | 20:30        | África do Sul  | 0–3       | Uruguai   | Grupo A | 42 658  |
| 19 jun | 20:30        | Camarões       | 1–2       | Dinamarca | Grupo E | 38 074  |
| 23 jun | 16:00        | Estados Unidos | 1–0       | Argélia   | Grupo C | 35 827  |
| 25 jun | 20:30        | Chile          | 1–2       | Espanha   | Grupo H | 41 958  |
| 29 jun | 16:00        | Paraguai       | 0(5)–0(3) | Japão     | Oitavas | 36 742  |